# Ellen Gates Starr
Ellen Gates Starr (Laona, 19 de marzo de 1859 - New York 10 de febrero de 1940), fue una activista estadounidense. Con Jane Addams, fundó Hull House de Chicago, un centro de educación para adultos, en 1889; la casa del asentamiento se expandió a 13 edificios en el vecindario.

## Biografía

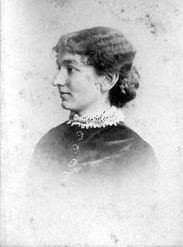
Ellen Gates Starr, ca 1890

Ellen Gates Starr nació el 19 de marzo de 1859 en Laona, Illinois de Caleb Allen Starr y Susan Gates.
De 1877 a 1878, Starr asistió al Seminario Femenino de Rockford, donde conoció a Jane Addams. Tuvo que dejar la escuela debido a problemas económicos, Starr enseñó durante diez años en Chicago .

## Trabajo de reforma social
Se unió a Addams en una gira por Europa en 1888. Mientras estaban en Londres, la pareja se inspiró en el éxito del movimiento de asentamiento inglés y se decidió a establecer un asentamiento social similar en Chicago. Cuando regresaron a Chicago en 1889, cofundaron Hull House como un jardín de infantes y luego una guardería, un centro de atención infantil y un centro de educación continua para adultos. En 1891, Starr creó la Butler Art Gallery como la primera adición a la mansión Hull. Viajó a Inglaterra para estudiar con el famoso encuadernador TJ Cobden-Sanderson . A su regreso, estableció una clase de encuadernación en la casa del asentamiento en 1898, seguida de una escuela de negocios de artes y oficios.
También buscó llevar el movimiento Arts and Crafts a Chicago. En 1894, fundó la Sociedad de Arte de las Escuelas Públicas de Chicago con la ayuda del Club de Mujeres de Chicago. El objetivo de la organización era proporcionar obras de arte originales y reproducciones de buena calidad, para promover el aprendizaje en las escuelas públicas y la apreciación de la belleza como un signo de buena ciudadanía. Starr fue la presidenta de la sociedad hasta 1897, cuando fundó la Sociedad de Artes y Oficios de Chicago.
Participó activamente en la campaña para reformar las leyes de trabajo infantil y las condiciones laborales industriales en Chicago. Fue miembro de la Women's Trade Union League y ayudó a organizar a las trabajadoras de la confección en huelga en 1896, 1910 y 1915. Sin embargo, estaba firmemente en contra de la industrialización, idealizando el sistema de gremios de la Edad Media y más tarde el Movimiento de Artes y Oficios.
Fue arrestada en una huelga en un restaurante. En los barrios bajos de Chicago, enseñó a los niños que no podían pagar la educación escolar sobre escritores como Dante y Robert Browning .

## Vida personal
Faderman sostiene que Starr fue el "primer vínculo serio" de Addams. La amistad entre ellas dos duró muchos años y vivieron juntas. Addams le escribió a Starr: "Amémonos unas a otras en las buenas y en las malas y busquemos una salvación". La directora del Museo Hull-House de la Universidad de Illinois en Chicago, Lisa Lee, ha argumentado que era una relación lésbica. Brown está de acuerdo en que las dos pueden ser consideradas lesbianas si se las ve como "mujeres amantes de las mujeres", aunque no hay evidencia de que fueran parejas sexuales. La intensidad de la relación disminuyó cuando Addams conoció a Mary Rozet Smith (que había sido estudiante de Starr en la escuela de Miss Kirkland). Posteriormente, estas dos mujeres se instalaron juntas en una casa. 
Starr se unió a la Iglesia Episcopal en 1883. En 1894 era miembro de la Sociedad de Compañeros de la Santa Cruz, una sociedad de oración de mujeres episcopales que combinaba la oración con la educación y el activismo por la justicia social. Fundados por Emily Malbone Morgan, los compañeros incluían a varios influyentes reformadores de todo Estados Unidos, como Vida Scudder y [[Mary Simkhovitch]]. Los compañeros se reunían cada verano para un retiro de una semana que permitió a las mujeres reformadoras reconectarse espiritualmente, establecer contactos con otros reformadores y asistir a una serie de programas educativos sobre temas sociales.

## Vida posterior
Aunque Starr se interesó por el catolicismo romano durante muchos años, fue solo en 1920, cuando creyó que la Iglesia estaba enseñando seriamente la justicia social, que se convirtió. Su trabajo en campañas contra el trabajo infantil encontró mucha oposición dentro de la Iglesia.
En 1929, las complicaciones causadas por la cirugía para extirpar un absceso espinal la dejaron paralizada de cintura para abajo. En 1931, gravemente enferma, Starr se retiró a un convento católico en Suffern, Nueva York, donde fue atendida por la Sociedad del Santo Niño Jesús. Ella no era miembro de esta comunidad religiosa, ni de ninguna otra.
Murió en el convento el 10 de febrero de 1940.